# Ilha de Caratateua
Ilha de Caratateua (do tupi: "Lugar das grandes batatas"), conhecida popularmente como Outeiro, é uma das 42 ilhas que integram a região insular (de 329,9361 km²) do município brasileiro de Belém (estado do Pará), sendo a segunda maior da região com uma área 31,4491 km².
Localizada a 18,80 km ao sul da cidade, é a principal da região de seus oito distritos, denominado: Distrito Administrativo de Outeiro (DAOUT). Ligada ao continente através da ponte governador Enéas Pinheiro (com 380m de extensão), possui cerca de 50 mil habitantes.

## Etimologia
O nome Caratateua é de origem Tupi Guarani e significa "Lugar das Grande Batatas", pois no passado a batata doce era em grande abundância na localidade.

## Características
A ilha, possui todos os três tipos de solo: várzea, igapó e terra firme, permite as culturas intensiva e extensiva, acrescidos de orla de belíssimas praias, como atrativos cenários para atividades de turismo e lazer social. Local com praias de rio, bastante procurado pela população metropolitana.

## Cultura
A ilha abriga o coletivo Casa Preta Amazônia, que promove projetos culturais para a população jovem periférica belenense.